# Julie Ertel
Pour les articles homonymes, voir Ertel.
Julie Ertel née Swail le 27 décembre 1972 à Anaheim, en Californie est une sportive américaine, qui fut d'abord joueuse de water polo, puis triathlète.

## Biographie
En 2000, elle gagne une médaille d'argent aux Jeux olympiques de Sydney avec l'équipe  des États-Unis de water polo. En 2007, elle devient championne des États-Unis de triathlon et participe aux jeux de Pékin en 2008 comme triathlète, prenant la 19e place en franchissant la ligne d'arrivée dans le temps de 2 h 2 min 39 s, 4 min 11 s derrière la médaille d'or.

## Palmarès
Le tableau présente les résultats les plus significatifs (podium) obtenus sur le circuit national et international de triathlon depuis 2005.
| Année | Compétition                                    | Pays       | Position      | Temps           |
| ----- | ---------------------------------------------- | ---------- | ------------- | --------------- |
| 2011  | Championnat des États-Unis                     | États-Unis |               | 2 h 3 min 25 s  |
| 2011  | Coupe panaméricaine - l'étape de San Francisco | États-Unis |               | 2 h 7 min 51 s  |
| 2008  | Coupe panaméricaine - l'étape de Portland      | États-Unis |               | 2 h 5 min 45 s  |
| 2008  | Coupe panaméricaine - l'étape de San Francisco | États-Unis |               | 2 h 6 min 43 s  |
| 2008  | Coupe panaméricaine - l'étape de Musselman     | États-Unis |               | 2 h 4 min 52 s  |
| 2008  | Championnat des États-Unis                     | États-Unis |               | 2 h 5 min 46 s  |
| 2007  | Coupe du monde - l'étape de Cancún             | Mexique    |               | 1 h 59 min 13 s |
| 2007  | Championnat des États-Unis                     | États-Unis |               | 1 h 52 min 33 s |
| 2007  | Coupe panaméricaine - l'étape de Honolulu      | États-Unis |               | 1 h 52 min 32 s |
| 2007  | Championnats panaméricains                     | Brésil     | Médaille d'or | 1 h 57 min 23 s |
| 2005  | Coupe du monde - l'étape de Corner Brook       | Canada     |               | 2 h 9 min 38 s  |
| 2005  | Coupe panaméricaine - l'étape de New-York      | États-Unis |               | 1 h 58 min 52 s |